# Gransjön (Vilhelmina socken, Lappland, 715911-158246)
Gransjön är en sjö i Vilhelmina kommun i Lappland och ingår i Lögdeälvens huvudavrinningsområde. Sjön har en area på 3,36 kvadratkilometer och ligger 496 meter över havet. Gransjön ligger i Lögdeälven Natura 2000-område. Sjön avvattnas av vattendraget Lögdeälven (Lögdån).

## Delavrinningsområde
Gransjön ingår i det delavrinningsområde (716063-158116) som SMHI kallar för Utloppet av Gransjön. Medelhöjden är 520 meter över havet och ytan är 15,35 kvadratkilometer. Räknas de 11 avrinningsområdena uppströms in blir den ackumulerade arean 69,86 kvadratkilometer. Avrinningsområdets utflöde Lögdeälven (Lögdån) mynnar i havet. Avrinningsområdet består mestadels av skog (53 procent) och sankmarker (17 procent). Avrinningsområdet har 3,36 kvadratkilometer vattenytor vilket ger det en sjöprocent på 21,9 procent.